# Tsjoertsjchela

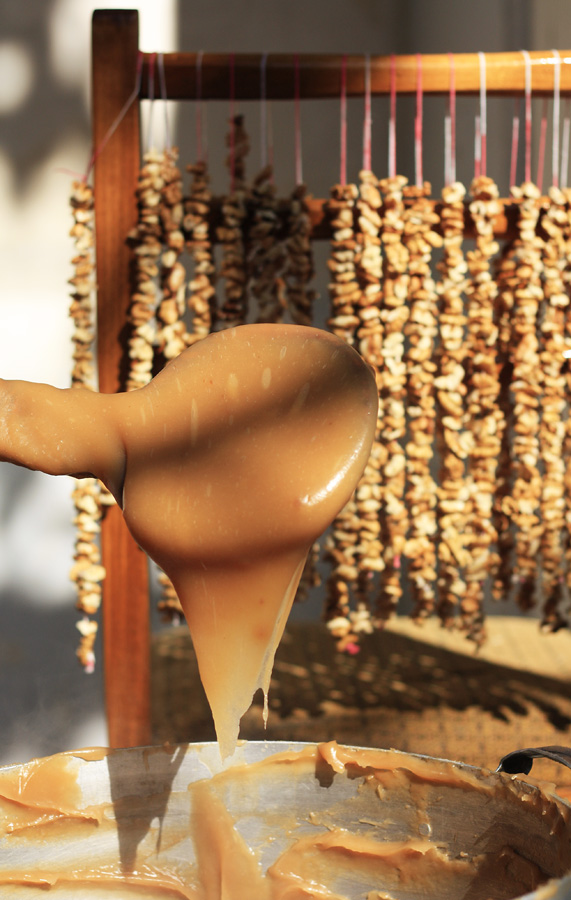
De walnoten worden door de druivenstroop getrokken

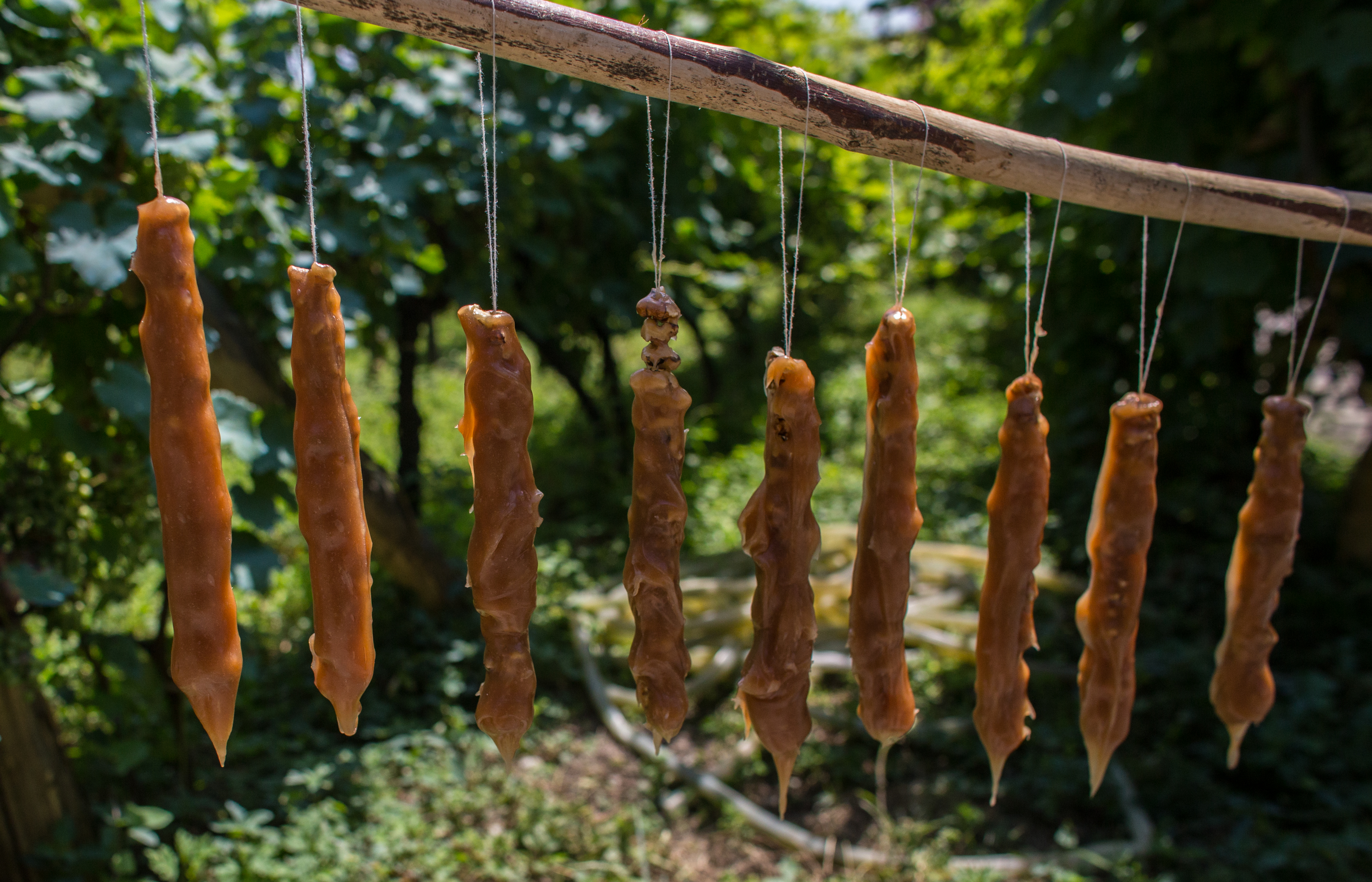
De tsjoertsjchela's worden in de zon gedroogd

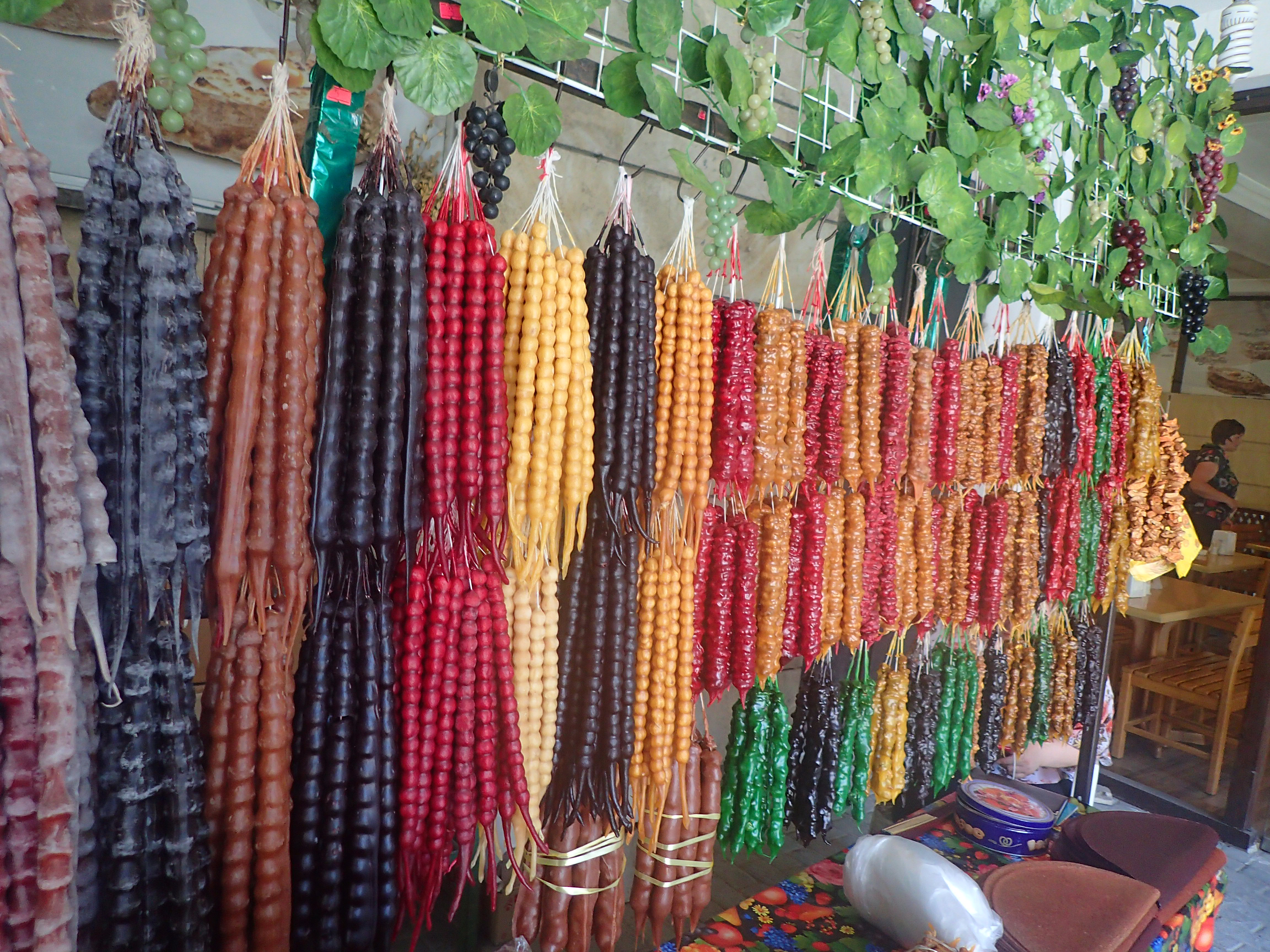
Tsjoertsjchela wordt in vele kleuren verkocht

Tsjoertsjchela (Georgisch: ჩურჩხელა) is een traditionele delicatesse uit Georgië van walnoten en druivensap. Vanwege de taaie tekstuur en nootachtige smaak wordt de tsjoertsjchela ook wel de "Georgische Snickers" genoemd. 

## Etymologie
Het Georgische woord "tsjoertsjchela" zou een samenstelling zijn van de Mingreelse woorden "tsjchoer(i)" wat "koud" betekent en "tsjcher(i)" wat "warm" betekent. Dit zou een reflectie zijn van de bereidingswijze. Eerst worden de noten ondergedompeld in een hete siroop om vervolgens hangend af te koelen.

## Geschiedenis
De tsjoertsjchela is een populaire snack in de gehele Zuidelijke Kaukasus, maar is vooral verbonden aan Georgië waar het sinds 2015 tot het nationaal culturele erfgoed behoort. Er wordt algemeen aangenomen dat de tsjoertsjchela enkele duizenden jaren geleden ontstaan is in de Kaukasus. De oorsprong wordt toegeschreven aan de Diauehi, een volk in het noordoost-Anatolische Zwarte Zeekustgebied dat rond de 8e eeuw v.Chr. verdeeld werd over Urartu en het Georgische Colchis. De tsjoertsjchela verspreidde zich daarna over westelijk en zuidelijk Georgië en later de Armeense hooglanden. Via het koninkrijk Iberië verspreidde de snack naar het oosten van Georgië.
De delicatesse verspreidde ook verder in de regio naar het zuiden en oosten: Turkije, Irak en Iran hebben lokale variaties op het thema onder een andere naam. In Cyprus wordt de snack sinds de 19e eeuw gemaakt.
- Turks: Cevizli sucuk, walnootworst;
- Armeens: Շարոց, sjarots, of ook wel քաղցր սուջուխ (kaghtsr soedzjoech), zoete soedzjoech (soedzjoech is een soort worst);
- Perzisch: باسلوق, baslogh;
- Grieks (Cyprus): σουτζούκος, Soutzoukos.

Door de maandenlange houdbaarheid ervan kon de overvloedige druivenoogst in het najaar omgezet worden in een product dat ook in de wintermaanden nog te eten was. En door de calorierijke samenstelling diende de tsjoertsjchela ook als dankbaar voer voor de Georgische soldaten op hun veldtochten.
De tsjoertsjchela wordt in Georgië veelal thuis bereid. Op Georgische markten hangen vaak vele rijen van deze snack in bonte kleuren. Sinds 2011 is de tsjoertsjchela een Georgische beschermde geografische aanduiding. De Georgische delicatesse wordt naar verschillende landen in de Europese Unie geëxporteerd.

## Ingrediënten
Deze worst- of kaarsvormige, zoete delicatesse wordt gemaakt van druivensap, walnoten en bloem. In West-Georgië worden soms ook hazelnoten of amandelen gebruikt. Elke regio in Georgië heeft zijn eigen variatie, van verschillende druiven en met verschillende receptuur. De Kacheti ('Kachoeri') tsjoertsjchela wordt bijvoorbeeld van blauwe druiven gemaakt en heeft een donkerrode kleur, terwijl de Imereti variant van gele druiven wordt gemaakt die daardoor een bruinige kleur heeft. Bij de oost-Georgische varianten wordt gewoon bloem gebruikt, terwijl bij de west-Georgische tsjoertsjchela maïsbloem wordt gebruikt.

## Bereiding
De tsjoertsjchela wordt gemaakt door noten aan een draad te rijgen en deze vervolgens meermaals door een hete stroopachtige substantie op basis van druivensap te trekken. De dikke stroop wordt verkregen door het op vuur langzaam indikken van de druivensap met tarwebloem of maïsbloem. In oost-Georgië heet deze stroop 'tatara' en in west-Georgië 'pelamoesji'. Na het onderdompelen van de tsjoertsjchela wordt deze een aantal dagen opgehangen om te drogen. Traditioneel gebeurt dit buiten in de zon.

## Gebruik
De snack wordt na de bereiding in het vroege najaar meestal een aantal maanden in doeken bewaard om in de wintermaanden te consumeren. De tsjoertsjchela kan op elk gewenst moment gegeten worden en is daarmee vaak een tussendoortje, maar kan ook als nagerecht worden geserveerd.